# Pinnoïta
La pinnoïta és un mineral de la classe dels borats.

## Característiques
La pinnoïta és un borat de fórmula química Mg[B₂O(OH)₆]. Cristal·litza en el sistema tetragonal. Els cristalls prismàtics curts són poc freqüents, allargats al llarg de [001], mostrant {110}, {011}, {112} i {122}, de fins a 1 mil·límetre. També pot ser radial i fibrosa, sent típicament granular cristal·lina. La seva duresa a l'escala de Mohs és 3,5. Segons la classificació de Nickel-Strunz, la pinnoïta pertany a «06.BB - Nesodiborats amb tetraedres dobles B₂O(OH)₆; 2(2T)» juntament amb la pentahidroborita.

## Formació i jaciments
Va ser descoberta l'any 1884 al dipòsit de potassa de Stassfurt, a Saxònia-Anhalt, Alemanya, a les capes superiors de caïnita en un dipòsit de sal, associada a la caïnita i a la boracita.